# Giovanni Melis Fois
Giovanni Melis Fois (* 7. Oktober 1916 in Sorgono, Provinz Nuoro, Sardinien; † 3. September 2009 in Genoni, Provinz Oristano, Sardinien) war Bischof von Nuoro.

## Leben
Giovanni Melis Fois empfing am 13. August 1939 die Priesterweihe für das Erzbistum Oristano. Er war in der Seelsorge tätig und wurde Generalvikar in Oristano. 
1963 wurde er von Papst Johannes XXIII. zum Bischof von Tempio-Ampurias ernannt. Der Erzbischof von Oristano, Sebastiano Fraghì, spendete ihm am 28. Juli desselben Jahres die Bischofsweihe; Mitkonsekratoren waren Paolo Carta, Bischof von Sassari, und Antonio Tedde, Bischof von Ales-Terralba. Papst Paul VI. ernannte ihn 1970 zum Bischof von Nuoro.
Am 16. April 1992 nahm Papst Johannes Paul II. seinen altersbedingten Rücktritt an. Giovanni Melis Fois nahm seinen Ruhesitz in Genoni und starb 2009 während einer Messe in der Kapelle San Giovanni Battista in Fonni an Herzversagen.

## Wirken
Giovanni Melis galt als Stimme der sardischen Bischöfe und Vertreter der Bevölkerung, insbesondere für sein soziales Engagement. Wiederholt engagierte er sich auch für politische Themen wie Aufruf zu Wahlen und Aufrufe gegen Gewalt und Entführungen. Seine Predigten waren bei Politikern gefürchtet.